# Lurex

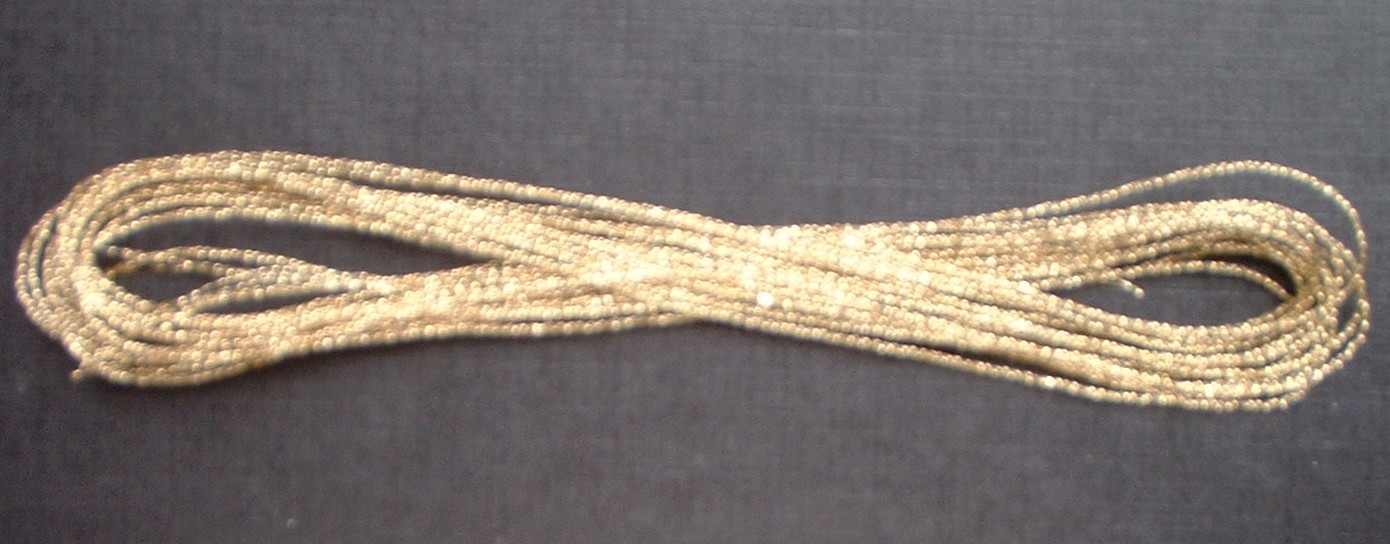
Napodobenina lurexu: Pokovovaná polyesterová stužka

Lurex je chráněná značka příze ve tvaru stužky vyrobené z hliníkové fólie oboustranně povrstvené polyesterem.
V alternativním provedení se používají polyesterové stužky postříkané hliníkovým prachem.
Stužky se stříhají na speciálních strojích řízených počítačem na jemnosti 50–670 tex.

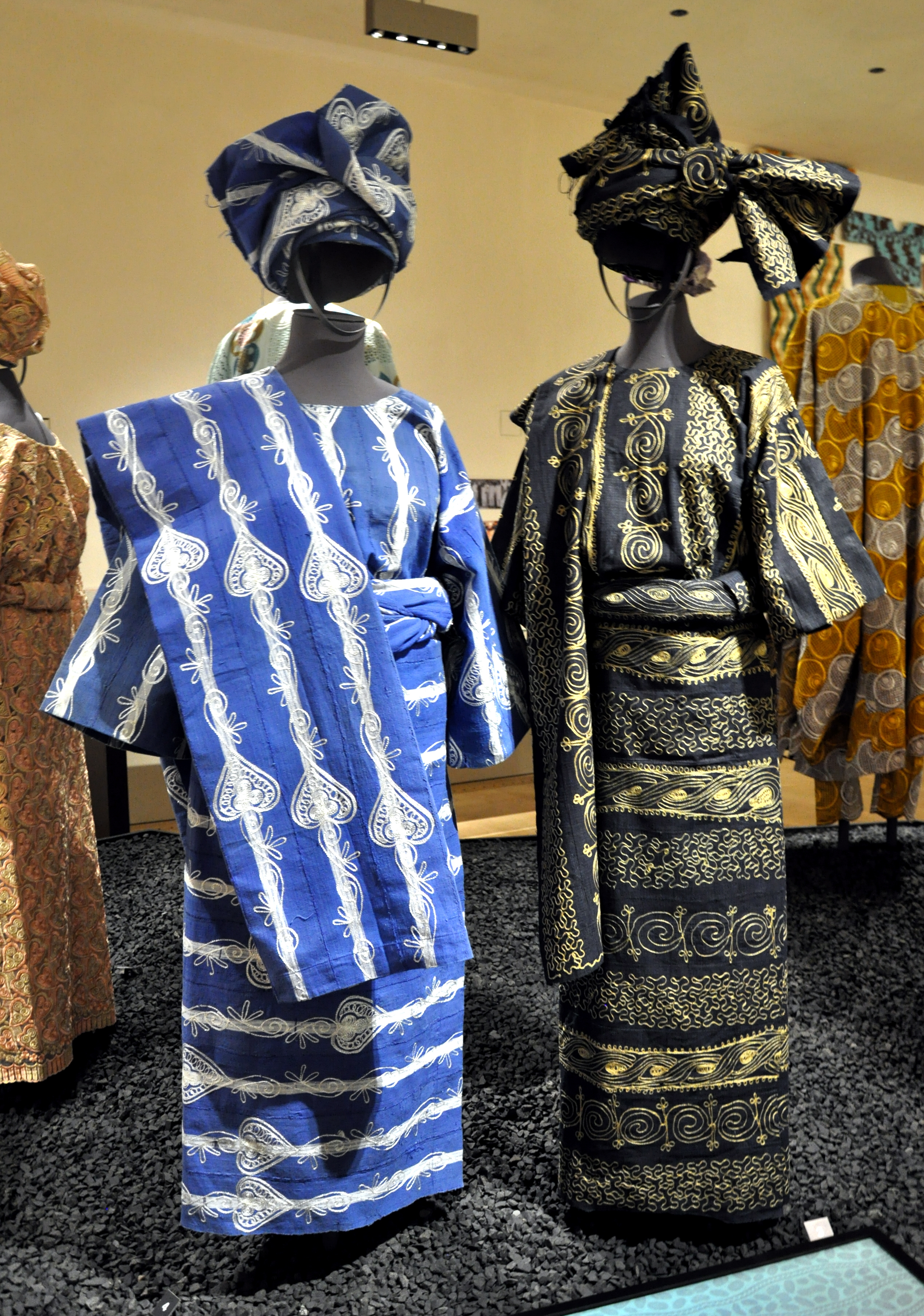
Kostýmy s výšivkou (strojově vyrobenou) z lurexu na bavlněné tkanině (Nigerie asi z roku 1980)

Příze má zvláštní kovový lesk nepodléhající oxidaci. Používá se jako efektní nit, kterou se protkávají brokáty, tkaniny na karnevalové kostýmy a na zvláštní švy na módních punčochách.
Označení Lurex se také používá pro tkaniny obsahující tuto přízi.
Značka Lurex® vznikla v roce 1946. Výroba lurexové příze navazuje na zkušenosti řemeslníků z jižní Asie, z antického Říma a z doby renezance, kteří obalovali plátky ryzího zlata kolem hedvábné příze.